# Ибертсбергер, Андреас
Андреас Ибертсбергер (нем. Andreas Ibertsberger; 27 июля 1982, Зальцбург, Австрия) — австрийский футболист, выступал на позиции защитника. Выступал в сборной Австрии.

## Карьера игрока

### Клубная
Воспитанник футбольной школы клуба SV Seekirchen 1945. В 2001 году он перешёл в «Аустрию» (Зальцбург), затем он подписал контракт с клубом «Фрайбург». В начале 2008 года он перешёл в «Хоффенхайм» и занял второе место во Второй Бундеслиге. В январе 2013 года Ибертсбергер перешёл в «Дуйсбург» и остался там на один сезон. 

### В сборной
За сборную Австрии дебютировал в октябре 2004 года, в матче против Северной Ирландии.

## Карьера тренера
26 июня 2014 года стало известно, что Ибертсбергер станет новым помощником главного тренера второй команды клуба «Хоффенхайм», чьи цвета он защищал игроком. В 2019 году Ибертсбергер тренировал команду «Айнтрахта» (до 19 лет). 

## Достижения
- Серебро Второй Бундеслиги (1): 2007/08